# Shaft (Fernsehserie)
Shaft (Originaltitel: Shaft!) ist eine US-amerikanische Fernsehserie, die in den Jahren 1973 und 1974 produziert wurde. Sie basiert auf dem Film Shaft aus dem Jahr 1971. Die Hauptrolle spielt Richard Roundtree als schwarzer New Yorker Privatdetektiv John Shaft.

## Hintergrund
Die von CBS produzierte Serie wurde gegenüber den Filmen stark verändert und auf ein konservativeres Publikum hin eingerichtet. Der Hintergrund eines schwarzen Detektivs, der sich auch mit gewalttätigen Mitteln gegen ein weißes Establishment durchsetzt, wurde umgeschrieben. Die sozialen und ethnischen Spannungen wichen einer liberalen Vorstellung von  Assimilierung und Miteinander, so bekam Detektiv Shaft einen weißen Freund, Lieutenant Al Rossi, an die Seite gestellt. Auch Shafts Männlichkeit und sein lasterhafter Umgang mit Frauen wurden entschärft, die schlüpfrigen Handlungslinien, bissigen Dialoge und Shafts harte, gewitzte Haltung eines Mannes von der Straße gingen verloren. Während die Kinofilme bei einem überwiegend schwarzen Publikum sehr erfolgreich waren, verlor die gezähmte und angepasste Ausrichtung der Fernsehserie ihren Zuschauerzuspruch und wurde bereits nach sieben Folgen wieder eingestellt.

## Episoden
| Folge | dt. Erstausstrahlung | Titel                      | Originaltitel            |
| ----- | -------------------- | -------------------------- | ------------------------ |
| 1     | 21. September 1988   | Die Entführung             | The Kidnapping           |
| 2     | 5. Oktober 1988      | Schüsse aus dem Hinterhalt | Cop Killer               |
| 3     | 19. Oktober 1988     | Das Femegericht            | The Executioners         |
| 4     | 2. November 1988     | Tödliches Glücksspiel      | Hit-Run                  |
| 5     | 16. November 1988    | Tod eines Zuhälters        | Murder One / The Killing |
| 6     | 30. November 1988    | Blutige Diamanten          | The Capricorn Murders    |
| 7     | 14. Dezember 1988    | Der Profikiller            | The Murder Machine       |